# Only in Amerika
Only in Amerika é o quarto álbum de estúdio da banda Hed PE, lançado a 19 de Outubro de 2004.
O disco atingiu o nº 20 do Top Independent Albums e o nº 186 da Billboard 200.

## Faixas
Todas as faixas por Jared Gomes, exceto onde anotado.
1. " Foreplay" (Jared, Jaxon) - 1:32
2. "Represent" (Jared, Jaxon) - 4:20
3. "The Truth" (Jared, Jaxon) - 3:03
4. "Wake Up" - 4:35
5. "Ware" - 3:49
6. "The Box" (Jared, Jaxon) - 3:28
7. "CBC" - 3:32
8. "Voices" - 3:13
9. "Raise Hell" - 5:09
10. "Amerikan Beauty" - 3:56
11. "Chicken" - 4:22
12. "Daydreams" - 2:42
13. "Not Ded Yet" (Jared, Jaxon) - 3:31

## Créditos
- M.C.U.D. — Vocal
- Mawk — Baixo
- Wesstyle — Guitarra
- Chizad — Guitarra, vocal
- B.C. — Bateria, percussão
- DJ Product ©1969 — DJ